# لائحة المواضيع المنسوبة إلى بيتر غوستاف لوجون دركليه
عالم الرياضيات الألماني يوهان بيتر غوستاف لوجون دركليه (1805–1859)  مرادف لمجموعة من المواضيع.

## في الرياضيات
- المبرهنات المسماة مبرهنة دركليه:
  - مبرهنة التقريب لدركليه (تقريب ديوفانتي)
  - مبرهنة دركليه حول المتتاليات الحسابية (نظرية الأعداد، وبالتحديد الأعداد الأولية)
  - مبرهنة الوحدة لدركليه (النظرية الجبرية للأعداد و الحلقات)
- دالة بيتا لدركليه
- خلية دركليه, polygon
- حرف دركليه (نظرية الأعداد، وبالتحديد زيتا والدالة اللامية. 1831)
- شروط دركليه (متسلسلة فورييه)
- التفاف دركليه (نظرية الأعداد و الدوال الحسابية)
- حلقة دركليه (نظرية الأعداد)
- كثافة دركليه (نظرية الأعداد)
- توزيع دركليه (نظرية الاحتمال)
- شكل دركليه
- نواة دركليه (التحليل الدالي، متسلسلة فورييه)
- معضلة دركليه (معادلات تفاضلية جزئية)
- متسلسلة دركليه (نظرية الأعداد التحليلية)
- معيار الاستقرار لدركليه (أنظمة تحريكية)
- اختبار دركليه (التحليل)
- طاقة دركليه
- فسيفساء دركليه، والمسمى أيضا مخطط فورونوي (هندسة)
- شرط الحدية لدركليه (معادلات تفاضلية)
- دالة دركليه (طوبولوجيا)
- Pigeonhole مبدأ/دركليه's علبة (أو drawer) مبدأ (توافقيات)
- معضلة القاسم لدركليه (غير المحلحلة حاليا) (نظرية الأعداد)
- دالة إيتا لدركليه (نظرية الأعداد)
- معضلة الناقصية لدركليه
- Latent دركليه allocation
- Class number صيغة
- تكامل دركليه
- دركليه مبدأ
- توزيع دركليه المعمم (نظرية الاحتمال)
- عملية دركليه

## في غير الرياضيات
- دركليه (حفرة)